# Idea leuconoe
Idea leuconoe – motyl dzienny z rodziny rusałkowatych (Nymphalidae).
Wygląd
Rozpiętość skrzydeł tego motyla wynosi ok. 9,5–10,8 cm. Skrzydła są przezroczyste, szaro-białe, oznaczone czarnym, charakterystycznym wzorem. Ich odwłok jest smukły i delikatny. Poruszają się lotem ślizgowym, raczej powolnym. Gąsienica tego motyla jest czarna, pokryta żółtymi i czerwonymi plamkami.
Występowanie
Indie, Malezja, Filipiny, Tajwan, Australia.

## Galeria zdjęć

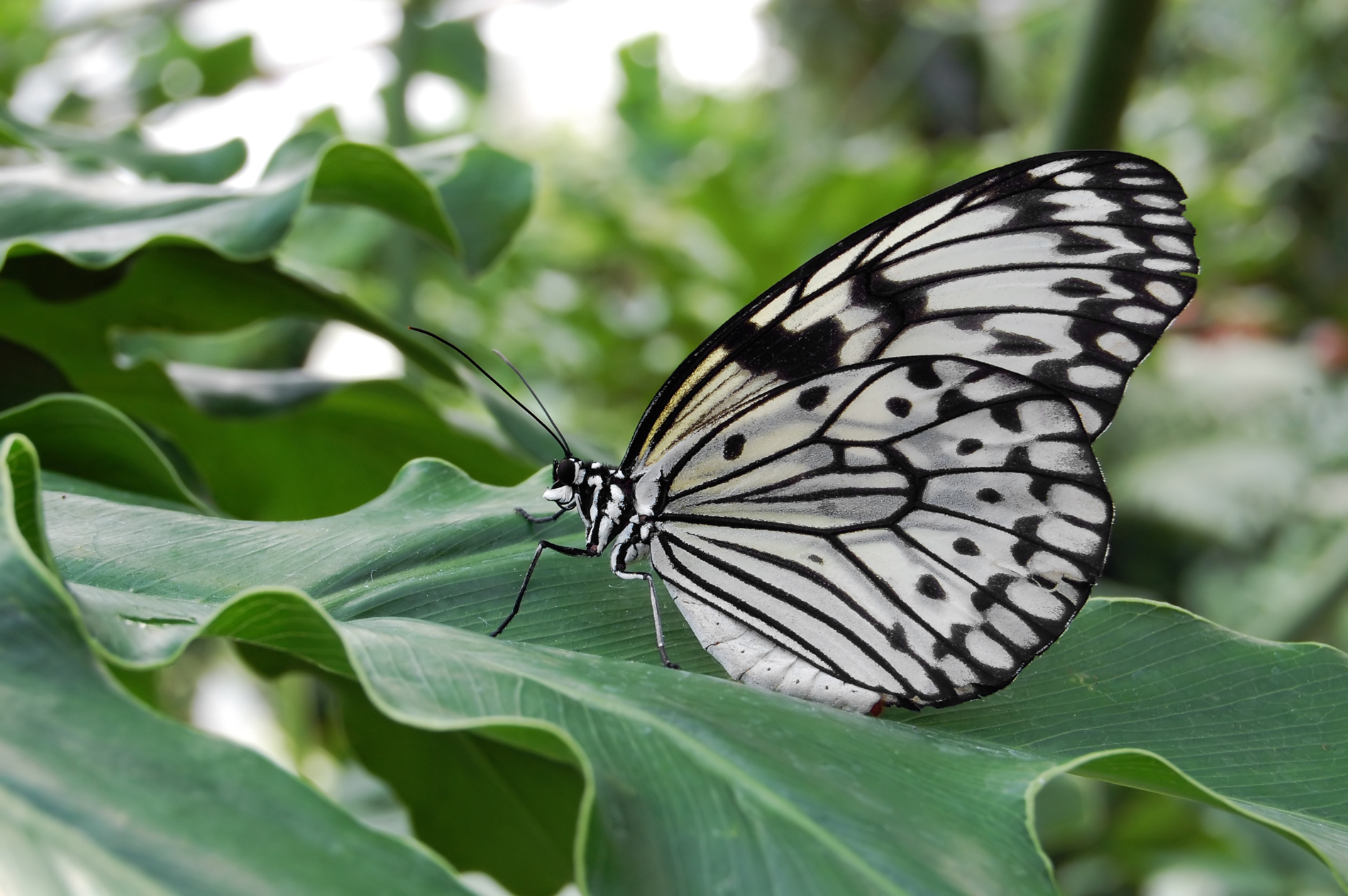
Postać dorosłego motyla
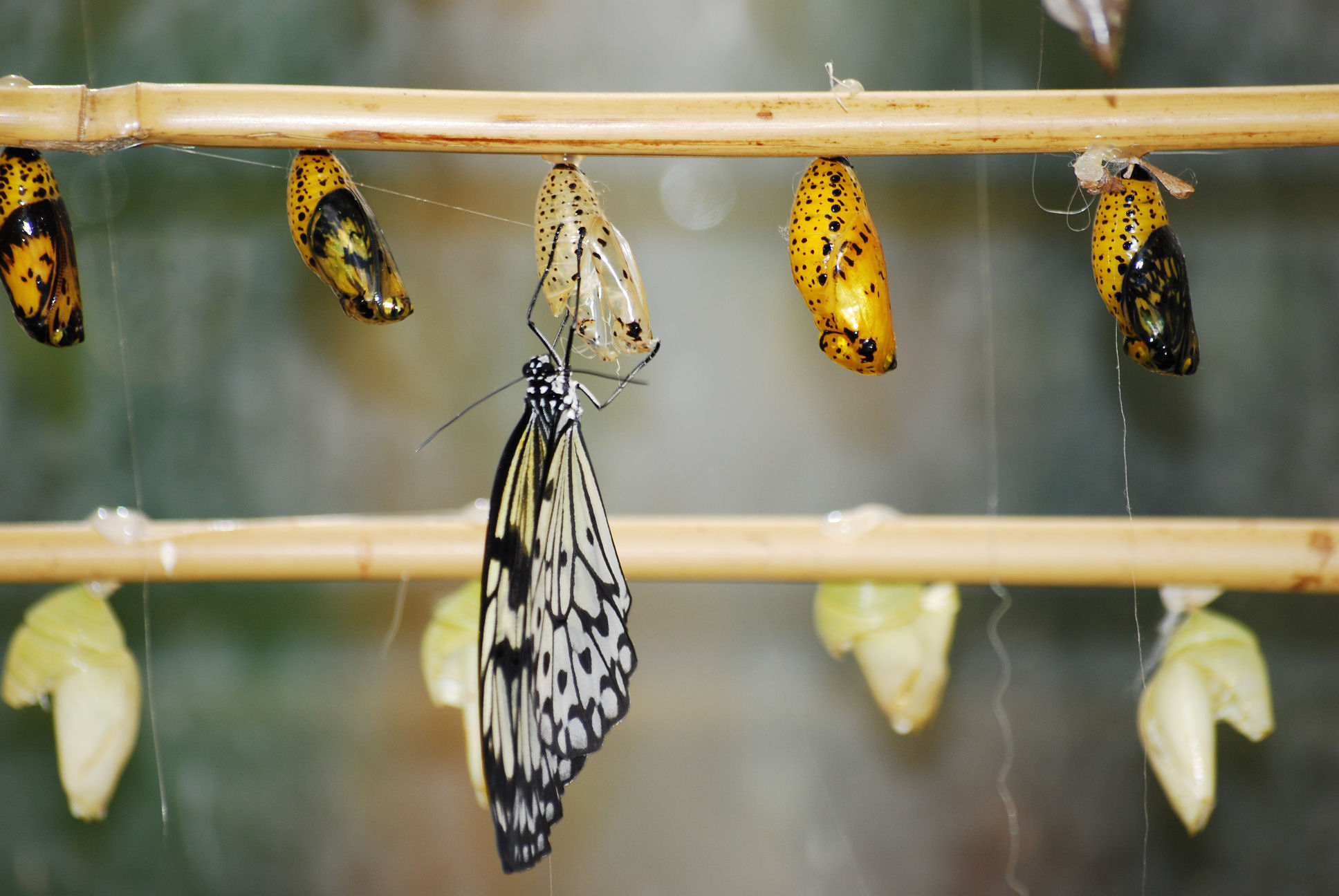
Poczwarki oraz motyl po metamorfozie
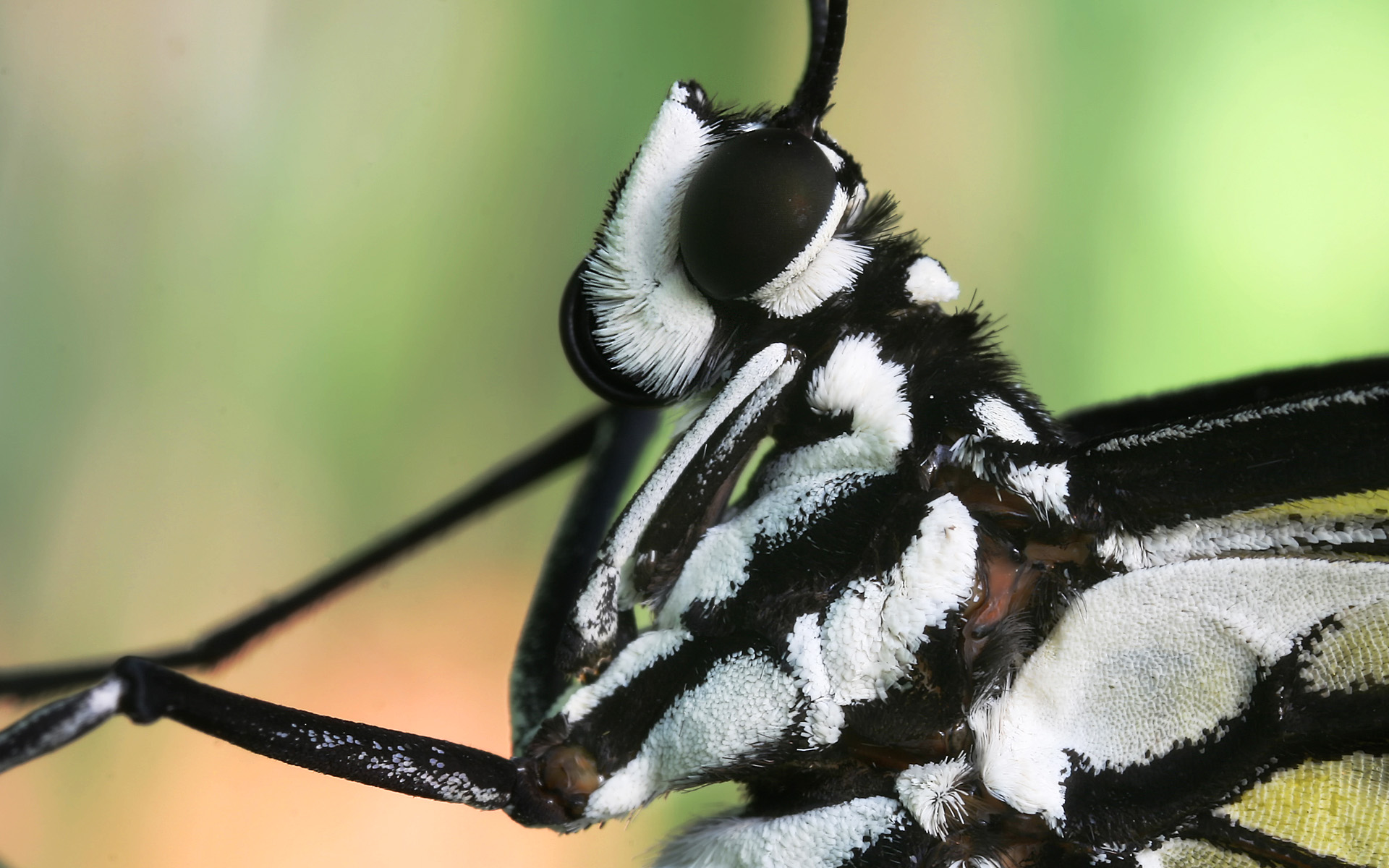
Zbliżenie